# Перово (платформа, Казанський напрямок МЗ)
Перово (2020-2021 — Чухлинка) — зупинний пункт Казанського і Рязанського напрямків Московської залізниці, у складі лінії МЦД-3, на сході Москви. Входить до складу Московсько-Горківського центру організації роботи залізничних станцій Московської дирекції управління рухом.

## Історія
Зупинний пункт під назвою Перово з'явився в 1862 році, був названий за однойменним селом, яке пізніше стало містом, що в 1960 році увійшло до складу Москви. Сучасний вид (турнікетні павільйони, забарвлення, платформи) пункт зупинки здобув після реконструкції у 2005 — 2006 роках. 17 вересня 2020 року перейменований на «Чухлинку». Пізнішу назву зупинки було змінено і в інформаторах електропоїздів. Станція ж, до якої належить зупинний пункт, зберегла своє колишнє найменування. У червні 2021 року платформі було повернуто колишню назву.

## Розташування

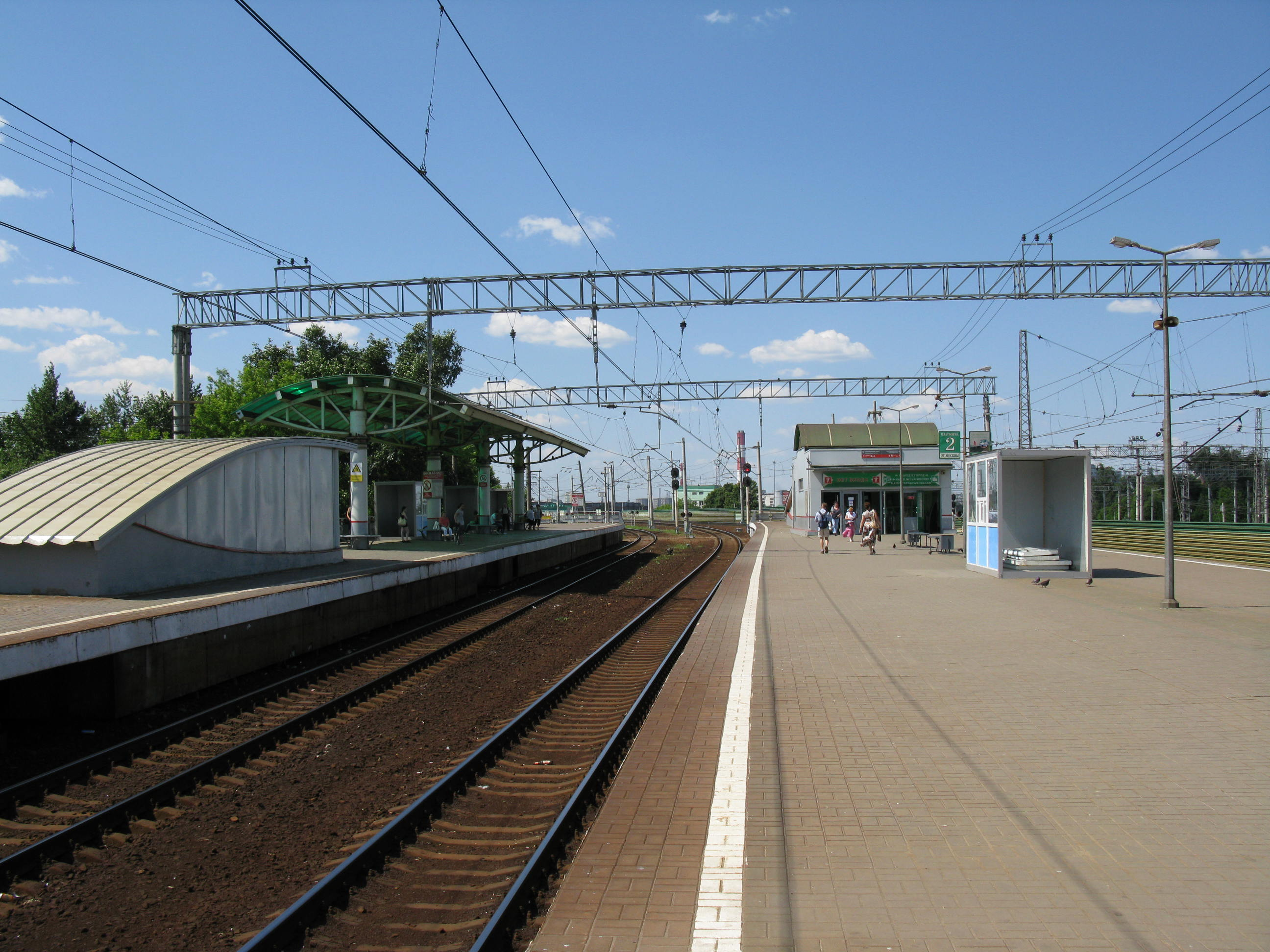
Вид з платформи у бік Казанського вокзалу

Зупинний пункт розташований уздовж Карачарівського шосе (з південно-західного боку) та вулиці Кусковської (з північно-східного боку), неподалік від шляхопроводу над Горьківським напрямком. Можлива пішохідна пересадка на платформу Чухлинка Горьківського напрямку, що знаходиться за 200 метрів на південь. Зупинний пункт розташовується на насипі. Час руху від Казанського вокзалу становить 14-17 хвилин. Платформи обладнані турнікетами. Належить до другої тарифної зони. Є зупинним пунктом для більшості електропоїздів.
Має 2 платформи — бічна (з боку Карачарівського шосе, обслуговує 2-у колію) та острівна (1-а та 4-а колія). До обох платформ ведуть підземні переходи. Турнікетний павільйон для бічної платформи знаходиться на Карачарівському шосе (розташований незручно, тому що ніде сховатися в негоду), для острівної — безпосередньо на платформі, в північному її кінці. Перехід від острівної платформи проходить під усіма коліями станції, має виходи до Кусковського тупика і на Карачарівське шосе. Всі будівлі станції пофарбовані в різні відтінки зеленого, як і інші пункти зупинки Казанського напрямку. Напівпрозорі навіси на платформах мають дизайн, також типовий для реконструйованих на початку XXI століття платформ.

## Наземний громадський транспорт
На цій станції можна пересісти на наступні маршрути міського пасажирського транспорту:
- Автобуси: 7, 36, 46, 59, 83, 131, 254, 314, 334, 371, 449, 469, 617, 759, 787, 842, 987, т77
- Чухлинка